# Kozłowanie (NBA)
Ten artykuł opisuje zagadnienie koszykarskie zgodne z normami NBA.
Zasady w ligach FIBA, NCAA lub innych mogą różnić się od tutaj przedstawionych.

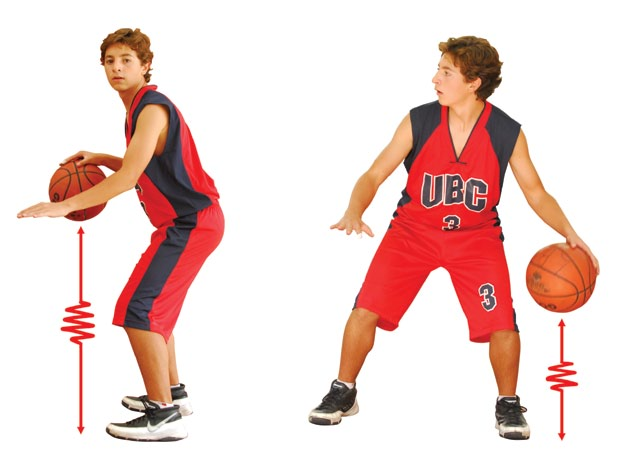
Kozłujący zawodnik.

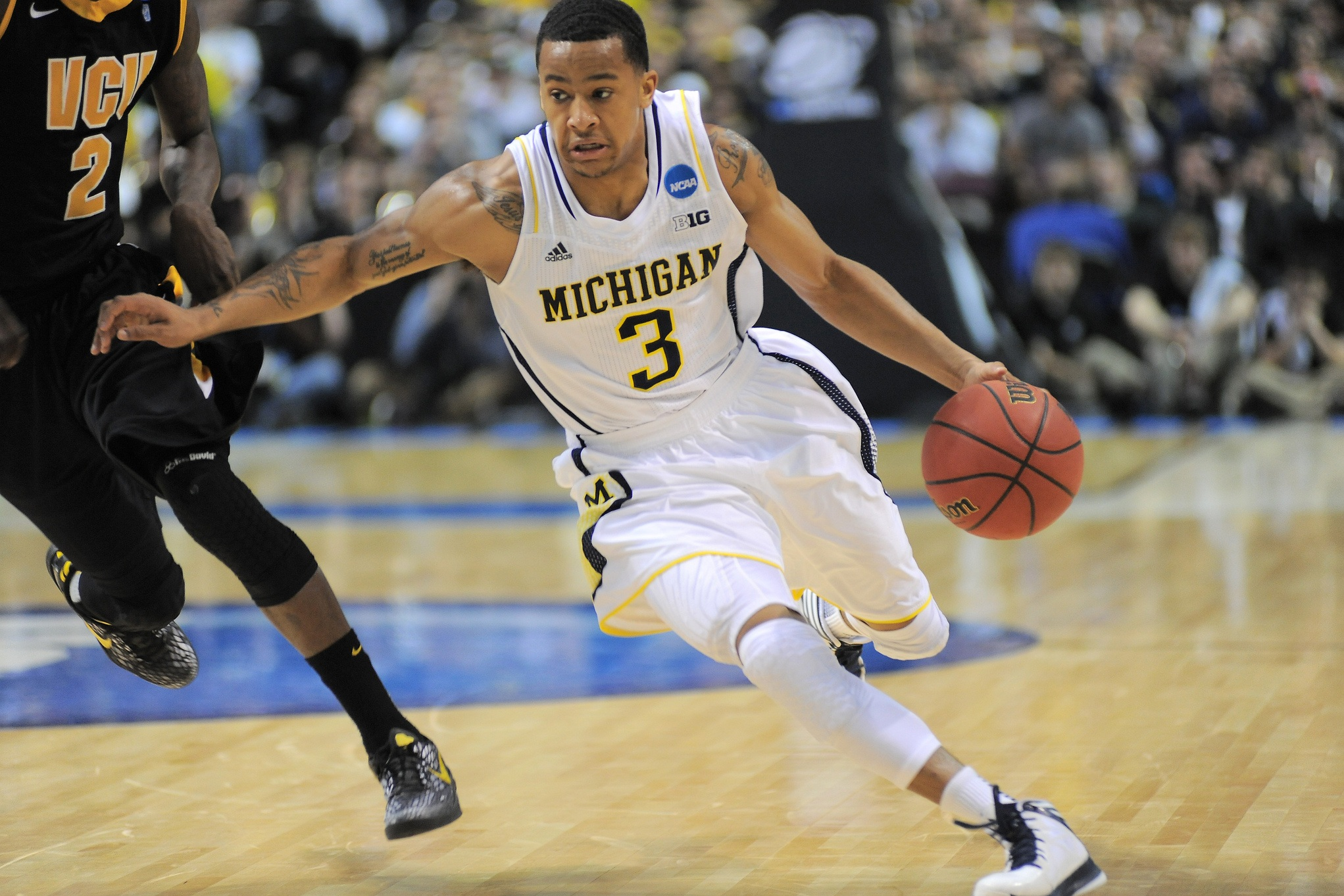
Kozłowanie podczas meczu.

Kozłowanie – w koszykówce według przepisów NBA jest to ruch piłki, spowodowany przez zawodnika kontrolującego piłkę, który kieruje ją (rzutem lub uderzeniem) w kierunku podłoża.
Kozłowanie kończy się, gdy kozłujący:
- dotyka piłki obiema dłońmi jednocześnie[2]
- pozwala piłce spocząć, w czasie gdy ją kontroluje[3]
- próbuje wykonać rzut z gry[4]
- wykonuje podanie[5]
- dotyka piłki więcej niż raz podczas kozłowania, zanim dotknie ona podłoża[6]
- traci kontrolę[7]
- pozwala piłce stać się martwą[8].